# Màrtirs d'Anglaterra i Gal·les
Mârtirs de la Gran Bretanya és la denominació col·lectiva de 85 dels catòlics executats durant les persecucions decretades pels reis d'Anglaterra en ésser proclamada l'Església Anglicana, entre 1535 i 1681. Són venerats com a beats per l'Església catòlica.
Les primeres persecucions anticatòliques a Anglaterra, Escòcia i Gal·les són el 1535, quan Enric VIII d'Anglaterra provoca el Cisma d'Anglaterra i funda l'Església Anglicana, separada de Roma. Les persecucions continuaren amb Eduard VI d'Anglaterra (1547-1553), Elisabet I, Jaume I, Carles I, Oliver Cromwell i Carles II.
Hi van morir milers de catòlics britànics de totes les classes socials, ja que no volgueren abandonar la seva fe catòlica ni el seu vincle amb el Papa de Roma, ni jurar fidelitat al rei com a cap de la nova religió de l'Estat. A més, s'hi afegiren els missioners i sacerdots jesuïtes francesos i italians que hi anaren clandestinament per reconvertir al catolicisme els cismàtics, i que eren empresonats i executats com a traïdors i espies. Els primers màrtirs foren executats el 4 de maig i el 25 de juny de 1535, dinou monjos cartoixans implicats en el procés de Tyburn de Londres, i que formen part dels coneguts com a Màrtirs Cartoixans de Londres; l'últim fou l'arquebisbe d'Armagh Oliver Plunkett, executat l'11 de juliol de 1681.
Fora d'algunes excepcions entre els nobles i aristòcrates, les víctimes eren torturades i penjades, però abans que s'ofeguessin, se'ls treia el llaç del coll i, encara semiinconscients, eren esventrats. Ja morts, els seus cossos eren esquarterats i els trossos s'exposaven a les portes i llocs públics de les viles.

## Veneració
En 1850, quan es restaurà la jerarquia catòlica a Anglaterra i Gal·les, es començà a parlar de la beatificació dels màrtirs, com a mínim dels coneguts i amb martiri cert i comprovat. En 1874 l'arquesbisbe de Westminster envià a Roma una llista de 360 noms amb les proves de llur mort. A partir de 1886, alguns màrtirs foren beatificats en grups per diversos papes, i uns quaranta foren també canonitzats en 1970.
El 22 de novembre de 1987, Joan Pau II en beatificà 85 més a Roma, decretant-ne la celebració el 4 de maig. D'aquests 85, 63 eren sacerdots, dos jesuïtes, un dominic, cinc franciscans i 55 diocesans; els altres 22 eren laics, entre ells el tipògraf William Carter.